# Tassillé
Tassillé ist eine französische Gemeinde mit 132 Einwohnern (Stand: 1. Januar 2022) im Département Sarthe in der Region Pays de la Loire. Die Gemeinde gehört zum Arrondissement La Flèche und zum Kanton Loué.

## Geografie
Tassillé liegt etwa 23 Kilometer westlich von Le Mans in der historischen Provinz Maine. Umgeben wird Tassillé von den Nachbargemeinden Auvers-sous-Montfaucon im Norden und Osten, Crannes-en-Champagne im Osten, Vallon-sur-Gée im Süden sowie Loué im Westen.

## Bevölkerungsentwicklung
| 1962                       | 1968 | 1975 | 1982 | 1990 | 1999 | 2006 | 2013 | 2020 |
| -------------------------- | ---- | ---- | ---- | ---- | ---- | ---- | ---- | ---- |
| 164                        | 165  | 139  | 118  | 86   | 93   | 128  | 144  | 129  |
| Quellen: Cassini und INSEE |      |      |      |      |      |      |      |      |

## Sehenswürdigkeiten

Kirche Saint-Martin

- Kirche Saint-Martin